# テバイン6-O-デメチラーゼ
テバイン6-O-デメチラーゼ(Thebaine 6-O-demethylase, EC 1.14.11.31)は、酸化還元酵素の1つで、系統名は、thebaine,2-oxoglutarate:oxygen oxidoreductase (6-O-demethylating)である。この酵素は、以下の化学反応を触媒する。
テバイン + 2-オキソグルタル酸 + O2 {\displaystyle \rightleftharpoons } ネオピノン + ホルムアルデヒド + コハク酸 + CO2
従って、反応物は、テバインと2-オキソグルタル酸と酸素分子、生成物はネオピノン、ホルムアルデヒド、コハク酸、二酸化炭素である。
テバイン6-O-デメチラーゼは、鉄イオン(Fe2+)を含有する。